# Newton (Illinois)
Newton és una ciutat dels Estats Units a l'estat d'Illinois. Segons el cens del 2000 tenia 3.069 habitants.

## Demografia
Segons el cens del 2000, Newton tenia 3.069 habitants, 1.329 habitatges, i 810 famílies. La densitat de població era de 637,1 habitants/km².
Dels 1.329 habitatges en un 27,9% hi vivien nens de menys de 18 anys, en un 48,5% hi vivien parelles casades, en un 9,3% dones solteres, i en un 39% no eren unitats familiars. En el 35,4% dels habitatges hi vivien persones soles el 19,6% de les quals corresponia a persones de 65 anys o més que vivien soles. El nombre mitjà de persones vivint en cada habitatge era de 2,25 i el nombre mitjà de persones que vivien en cada família era de 2,94.
Per edats la població es repartia de la següent manera: un 23,9% tenia menys de 18 anys, un 9,3% entre 18 i 24, un 25,4% entre 25 i 44, un 20,4% de 45 a 60 i un 21,1% 65 anys o més.
L'edat mediana era de 39 anys. Per cada 100 dones de 18 o més anys hi havia 81,2 homes.
La renda mediana per habitatge era de 30.280 $ i la renda mediana per família de 42.788 $. Els homes tenien una renda mediana de 31.808 $ mentre que les dones 17.877 $. La renda per capita de la població era de 16.363 $. Aproximadament el 8,4% de les famílies i l'11,7% de la població estaven per davall del llindar de pobresa.

## Poblacions properes
El següent diagrama mostra les poblacions més properes.